# Timogenes haplochirus
Espèce
Timogenes haplochirus est une espèce de scorpions de la famille des Bothriuridae.

## Distribution
Cette espèce est endémique d'Argentine. Elle se rencontre dans les provinces de Mendoza et de San Juan.

## Description
Le mâle holotype mesure 43,00 mm et la femelle paratype 37,50 mm.

## Publication originale
- Maury & Roig Alsina, 1977 : Timogenes (T.) haplochirus, nueva especie de escorpion Bothriuridae. Physis Buenos Aires, sér. C, vol. 37, no 93, p. 275- 280.